# Sverker I.
Sverker I. († 25. prosinec 1156) byl švédským králem, vládl v letech 1133–1156. Podle některých teorií byl synem Kola a vnukem Blota-Svena. Byl také nazýván Sverker Kolson nebo Sverker Starý.

## Vláda
Sverker byl zakladatelem nové dynastie švédských vladařů – Sverkerovců. V roce 1130 rozpoutal válku s dánským králem Magnusem Nilssonem o švédskou provincii Västergötland. V této válce nakonec zvítězil a dosáhl svého cíle. Získal zpět provincii Västergötland a v roce 1133 se stal králem celého Švédska.
Během své dlouhé vlády založil kláštery (i ženské) Alvastra, Nydala a Varnhem. Podle ruských letopisů a záznamů podnikl neúspěšnou křížovou výpravu na východ.
Na Vánoce roku 1156 byl zavražděn po cestě na mši do kláštera Alvastra. To bylo pokládáno za šokující zločin i ve středověku. Za iniciátora byl považován uchazeč o trůn Magnus Henriksson.

## Rodina
Sverkerovou první manželkou byla Ulvhild Håkansdotter, vdova po Ingem II., která utekla před svým druhým manželem, dánským králem Nielsem. Jejich dětmi byli:
1. Johan, zabitý rozběsněnými rolníky, zřejmě otec Cecílie Johansdotter, manželky Knuta I.
2. Karel Sverkerson, švédský král
3. Ingegerd († 1204), jeptiška
4. Helena Švédská, manželka Knuta V. Dánského, syna Magnuse Nilssona.

Jeho druhou manželkou byla Richenza Polská, jejímž prvním manželem byl Magnus Nilsson a druhým Volodar z Minsku. Jejich syny byli:
1. Burislev Sverkersson, protikrál v letech 1167–1173
2. Sune Sik Sverkersson,